# Lijst van nummer 1-hits in Wallonië in 2018
Deze hits stonden in 2018 op nummer 1 in de Belgische Ultratop 50, de bekendste hitlijst in Wallonië.
| Datum        | Artiest                       | Titel          |
| ------------ | ----------------------------- | -------------- |
| 6 januari    | Ed Sheeran                    | Perfect        |
| 13 januari   | Ed Sheeran                    | Perfect        |
| 20 januari   | Ed Sheeran                    | Perfect        |
| 27 januari   | Ed Sheeran                    | Perfect        |
| 3 februari   | Ed Sheeran                    | Perfect        |
| 10 februari  | Ed Sheeran                    | Perfect        |
| 17 februari  | Therapie Taxi & Roméo Elvis   | Hit sale       |
| 24 februari  | Therapie Taxi & Roméo Elvis   | Hit sale       |
| 3 maart      | Therapie Taxi & Roméo Elvis   | Hit sale       |
| 10 maart     | Lost Frequencies & Zonderling | Crazy          |
| 17 maart     | Therapie Taxi & Roméo Elvis   | Hit sale       |
| 24 maart     | Therapie Taxi & Roméo Elvis   | Hit sale       |
| 31 maart     | Lost Frequencies & Zonderling | Crazy          |
| 7 april      | Maître Gims & Vianney         | La même        |
| 14 april     | Maître Gims & Vianney         | La même        |
| 21 april     | Maître Gims & Vianney         | La même        |
| 28 april     | Maître Gims & Vianney         | La même        |
| 5 mei        | Maître Gims & Vianney         | La même        |
| 12 mei       | Maître Gims & Vianney         | La même        |
| 19 mei       | Maître Gims & Vianney         | La même        |
| 26 mei       | Maître Gims & Vianney         | La même        |
| 2 juni       | Maître Gims & Vianney         | La même        |
| 9 juni       | Maître Gims & Vianney         | La même        |
| 16 juni      | Maître Gims & Vianney         | La même        |
| 23 juni      | Damso                         | Smog           |
| 30 juni      | Calvin Harris & Dua Lipa      | One kiss       |
| 7 juli       | Calvin Harris & Dua Lipa      | One kiss       |
| 14 juli      | Calvin Harris & Dua Lipa      | One kiss       |
| 21 juli      | Calvin Harris & Dua Lipa      | One kiss       |
| 28 juli      | Calvin Harris & Dua Lipa      | One kiss       |
| 4 augustus   | Calvin Harris & Dua Lipa      | One kiss       |
| 11 augustus  | Calvin Harris & Dua Lipa      | One kiss       |
| 18 augustus  | Calvin Harris & Dua Lipa      | One kiss       |
| 25 augustus  | Calvin Harris & Dua Lipa      | One kiss       |
| 1 september  | Clean Bandit & Demi Lovato    | Solo           |
| 8 september  | Clean Bandit & Demi Lovato    | Solo           |
| 15 september | Clean Bandit & Demi Lovato    | Solo           |
| 22 september | Clean Bandit & Demi Lovato    | Solo           |
| 29 september | Dynoro & Gigi D'Agostino      | In my mind     |
| 6 oktober    | Dynoro & Gigi D'Agostino      | In my mind     |
| 13 oktober   | Dynoro & Gigi D'Agostino      | In my mind     |
| 20 oktober   | Dynoro & Gigi D'Agostino      | In my mind     |
| 27 oktober   | Dynoro & Gigi D'Agostino      | In my mind     |
| 3 november   | Dynoro & Gigi D'Agostino      | In my mind     |
| 10 november  | Dynoro & Gigi D'Agostino      | In my mind     |
| 17 november  | Dynoro & Gigi D'Agostino      | In my mind     |
| 24 november  | Orelsan & Damso               | Rêves bizarres |
| 1 december   | Dynoro & Gigi D'Agostino      | In my mind     |
| 8 december   | Dynoro & Gigi D'Agostino      | In my mind     |
| 15 december  | Dynoro & Gigi D'Agostino      | In my mind     |
| 22 december  | Angèle & Roméo Elvis          | Tout oublier   |
| 29 december  | Angèle & Roméo Elvis          | Tout oublier   |